# Mount Norris (Wyoming)
Der Mount Norris ist ein Berg im nordöstlichen Teil des Yellowstone-Nationalparks im US-Bundesstaat Wyoming. Sein Gipfel hat eine Höhe von 3028 m und erhebt sich über das Lamar Valley. Er befindet sich wenige Kilometer südlich der Grenze zum Bundesstaat Montana und ist Teil der Absaroka-Bergkette in den Rocky Mountains.
1875 wurde der Gipfel von und nach Philetus Norris, dem zweiten Superintendenten des Yellowstone-Nationalparks (1877–1882), benannt. Norris war mit mehreren Bergführern, darunter Jack Baronett, zu Besuch im Park. Sie bestiegen den Gipfel an der Spitze des Lamar Valleys und vermuteten, dass sie die ersten weißen Männer waren, die dies taten. Daraufhin nannten sie den Berg Mount Norris.

## Belege
1. ↑  Mount Norris - Peakbagger.com. Abgerufen am 20. Dezember 2020.
2. ↑  GNIS Detail - Mount Norris. Abgerufen am 20. Dezember 2020.
3. ↑  Mount Norris : Climbing, Hiking & Mountaineering : SummitPost. Abgerufen am 20. Dezember 2020.